# Maksim Gorki
Maksim Gorki (en rus: Макси́м Го́рький), de vegades escrit en català com a Màxim Gorki, és el pseudònim d'Aleksei Maksímovitx Péixkov (en rus: Алексе́й Макси́мович Пе́шков o Пешкóв) (Nijni Nóvgorod, 28 de març de 1868 – Moscou, 18 de juny de 1936) que fou un escriptor rus i soviètic, un dels fundadors del mètode literari del realisme socialista i activista polític. Va ser nominat cinc vegades per al Premi Nobel de Literatura. Les obres més famoses de Gorki són Els baixos fons (1902), Vint-i-sis homes i una nena, El cant del petrell, La meva infantesa, La mare, Els estiuejants i Els fills del sol. El mateix Gorki va jutjar algunes d'aquestes obres com a fracassos, i La mare ha estat sovint criticada (el mateix Gorki pensava que la mare era un dels seus majors fracassos). Tanmateix, hi ha hagut judicis més càlids d'algunes obres postrevolucionàries menys conegudes com les novel·les El negoci d'Artamónov (1925) i La vida de Klim Samguín (1925–1936); aquesta última es considera l'obra mestra de Gorki i de vegades ha estat vista per la crítica com una obra modernista. A diferència dels seus escrits pre-revolucionaris (coneguts pel seu «antipsicologisme»), els últims treballs de Gorki es diferencien amb un retrat ambivalent de la revolució russa i «un interès poc modern per la psicologia humana”, segons l'escriptor Dmitri Mirski). Va tenir associacions amb altres escriptors russos Lev Tolstoi i Anton Txékhov, tots dos esmentats per Gorki a les seves memòries.
Gorki va ser actiu en l'emergent moviment comunista marxista. Es va oposar públicament al règim tsarista i durant un temps es va relacionar estretament amb Lenin i l'ala bolxevic del partit de Bogdànov. Durant una part important de la seva vida, va ser exiliat de Rússia i més tard de la Unió Soviètica. El 1932, va tornar a l'URSS per invitació personal de Ióssif Stalin i hi va viure fins a la seva mort el juny de 1936. Després del seu retorn va ser declarat oficialment el «fundador del realisme socialista ». Malgrat aquest reconeixement oficial, les relacions de Gorki amb el règim soviètic eren força difícils. Els estudiosos moderns consideren que la seva ideologia de la construcció de Déu és diferent del marxisme-leninisme oficial, i la seva obra encaixa amb l'etiqueta de realista socialista. La seva obra continua sent controvertida.

## Biografia

### Primers anys

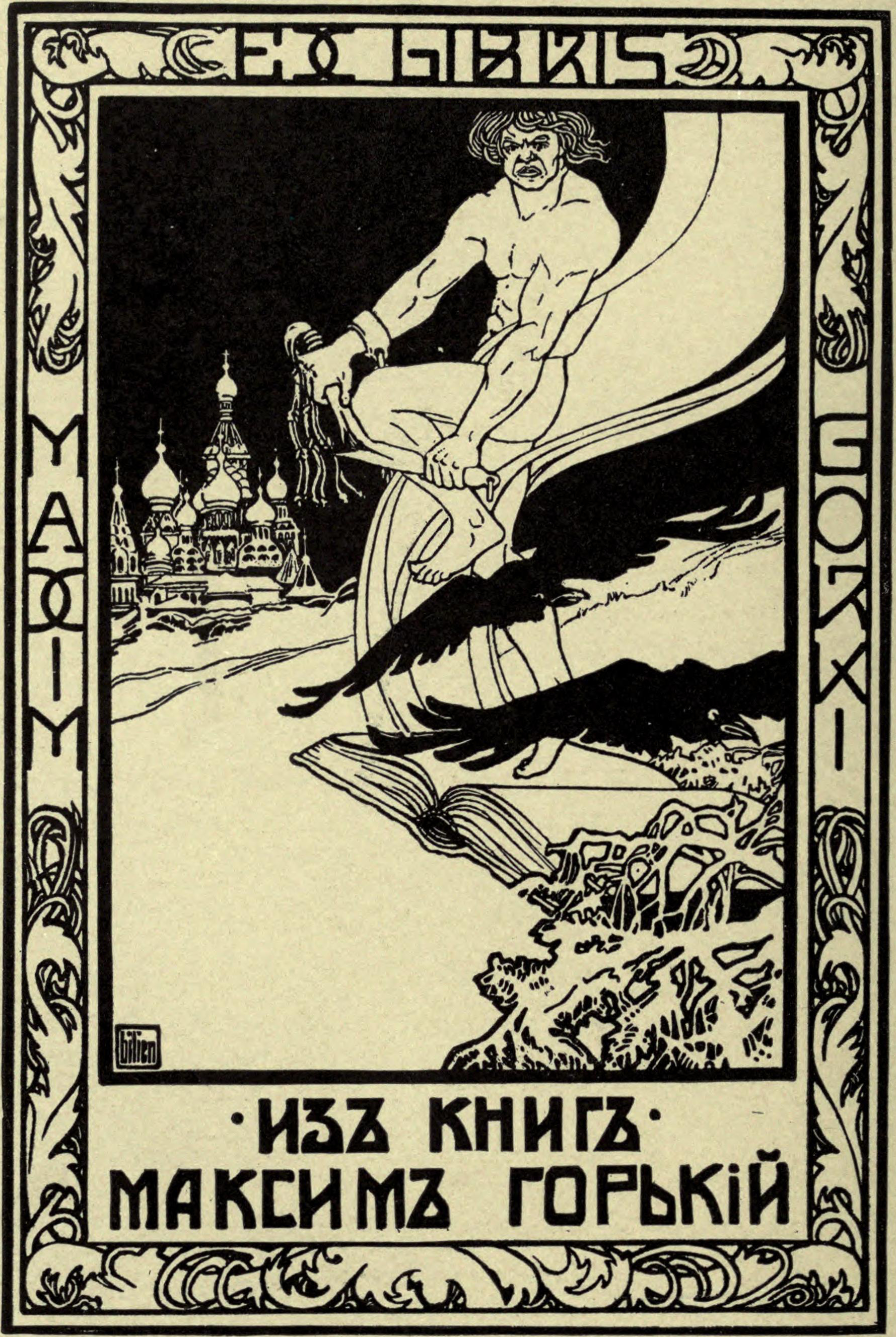
L'ex- libris "Ex Libris Maksim Gorki" de la seva biblioteca personal representa el Prometeu desencadenat que s'aixeca de les pàgines d'un llibre, aixafant un fuet de múltiples cues i expulsant corbs negres. La catedral de Sant Basili retratada al fons

Va néixer com a Aleksei Maksímovitx Péixkov el 28 de març [C.J. 16 de març] de 1868, a Nijni Nóvgorod; Gorki va quedar orfe a l'edat d'onze anys. Va ser criat per la seva àvia i va fugir de casa als dotze anys l'any 1880. Després d'un intent de suïcidi el desembre de 1887, va viatjar a peu per l'Imperi Rus durant cinc anys, canviant de feina i acumulant impressions utilitzades més tard en els seus escrits. El noi, de ben petit, va començar a ocupar-se en oficis diversos fins a decidir-se a abandonar la llar familiar per fer la seva vida independent. En el transcurs de divuit anys, des del 1875 fins al 1893, el jove Gorki va treballar de pintor, d'ajudant de forner, de cambrer de vaixell, de ferroviari i fins i tot com a venedor de begudes.
Tota l'experiència acumulada al llarg de les seves aventures enriquiria la temàtica de l'escriptor. De fet, les seves vivències i les de les persones amb qui va treballar i va conviure van donar vida als relats de les seves obres autobiogràfiques La meva infantesa, Entre els homes i Les meves entrevistes. Una d'aquestes experiències, la seva permanència com a passant d'advocat, li va despertar el gust per la literatura i l'interès per la cultura.
Com a periodista que treballava per a diaris provincials, va escriure sota el pseudònim de Иегудиил Хламида (Iegudiïl Khlamida). Va començar a utilitzar el pseudònim Gorki (de горький; literalment «amarg») l'any 1892, quan el seu primer conte, «Makar Txudrà», va ser publicat pel diari Kavkaz (El Caucas) a Tbilisi, on va passar unes setmanes fent feines menors, principalment per als tallers del ferrocarril caucàsic. El nom reflectia la seva ira a foc lent per la vida a Rússia i la determinació de dir l'amarga veritat. El primer llibre de Gorki Очерки и рассказы (Ótxerki i rasskazi, 'Narracions i contes') l'any 1898 va tenir un èxit sensacional, i va començar la seva carrera com a escriptor. Gorki va escriure sense parar, veient la literatura menys com una pràctica estètica (tot i que va treballar molt en l'estil i la forma) que com un acte moral i polític que podria canviar el món. Va descriure la vida de les persones als estrats més baixos i als marges de la societat, revelant les seves dificultats, humiliacions i brutalitzacions, però també la seva espurna interior d'humanitat.

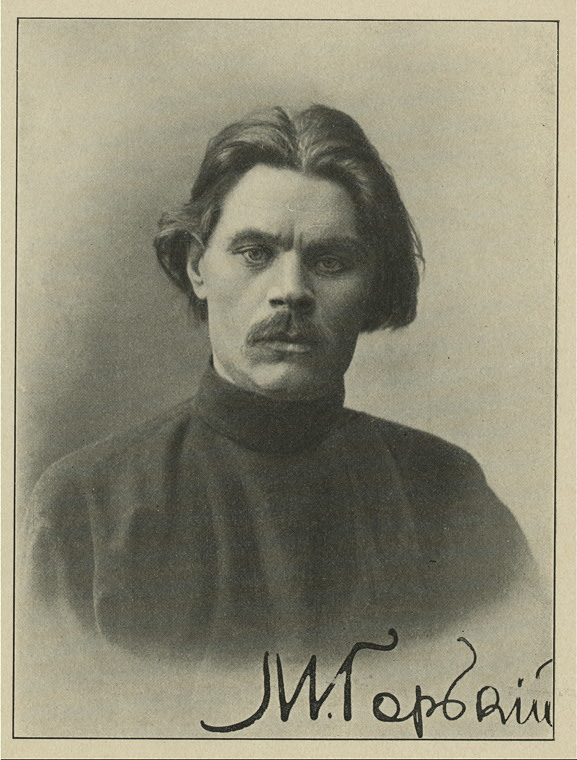
Retrat de Maksim Gorki

### Desenvolupament polític i literari

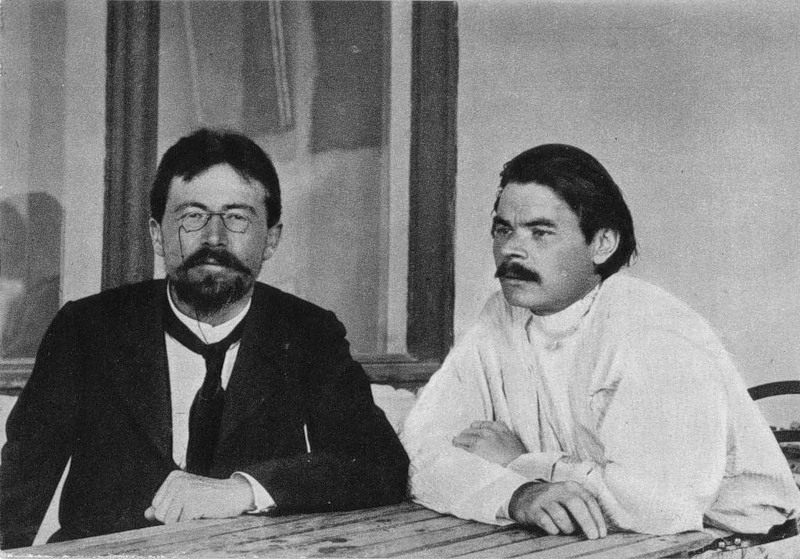
Anton Txékhov i Gorki. 1900, Ialta

La reputació de Gorki va créixer com a veu literària única de l'estrat inferior de la societat i com a fervent defensor de la transformació social, política i cultural de Rússia. El 1899, es va associar obertament amb l'emergent moviment socialdemòcrata marxista, que el va ajudar a convertir-lo en una celebritat tant entre la intel·lectualitat com entre el nombre creixent de treballadors conscients. Al cor de tota la seva obra hi havia la creença en el valor i el potencial inherents de la persona humana. En els seus escrits, contraposava els individus, conscients de la seva dignitat natural, i inspirats per l'energia i la voluntat, amb persones que sucumbeixen a les condicions degradants de la vida que els envolta. Tant els seus escrits com les seves cartes revelen un «home inquiet» (una autodescripció freqüent) que lluita per resoldre sentiments contradictoris de fe i escepticisme, amor a la vida i fàstic davant la vulgaritat i la mesquinesa del món humà.
El 1916, Gorki va dir que els ensenyaments de l'antic savi jueu Hillel l'Ancià van influir profundament en la seva vida: «En la meva primera joventut vaig llegir… les paraules de…Hillel, si recordo bé: «Si no ets per a tu mateix, qui serà per a tu? Però si ets sol per tu mateix, per què ets? El significat interior d'aquestes paraules em va impressionar per la seva profunda saviesa… El pensament es va endinsar profundament en la meva ànima, i ara dic amb convicció: la saviesa de Hillel va servir de bastó fort en el meu camí, que no va ser ni igual ni fàcil. Crec que la saviesa jueva és més humana i universal que qualsevol altra; i això no només per la seva edat immemorial… sinó per la poderosa humanitat que la satura, per la seva alta estimació de l'home.»
Es va oposar públicament al règim tsarista i va ser arrestat moltes vegades. Gorki es va fer amic de molts revolucionaris i es va convertir en un amic personal de Lenin després que es van conèixer el 1902. Va exposar el control governamental de la premsa (vegeu l'afer Matvei Golovinski). El 1902, Gorki va ser escollit acadèmic honorari de Literatura, però el tsar Nicolau II va ordenar que s'anul·lés. En protesta, Anton Txékhov i Vladímir Korolenko van abandonar l'Acadèmia.

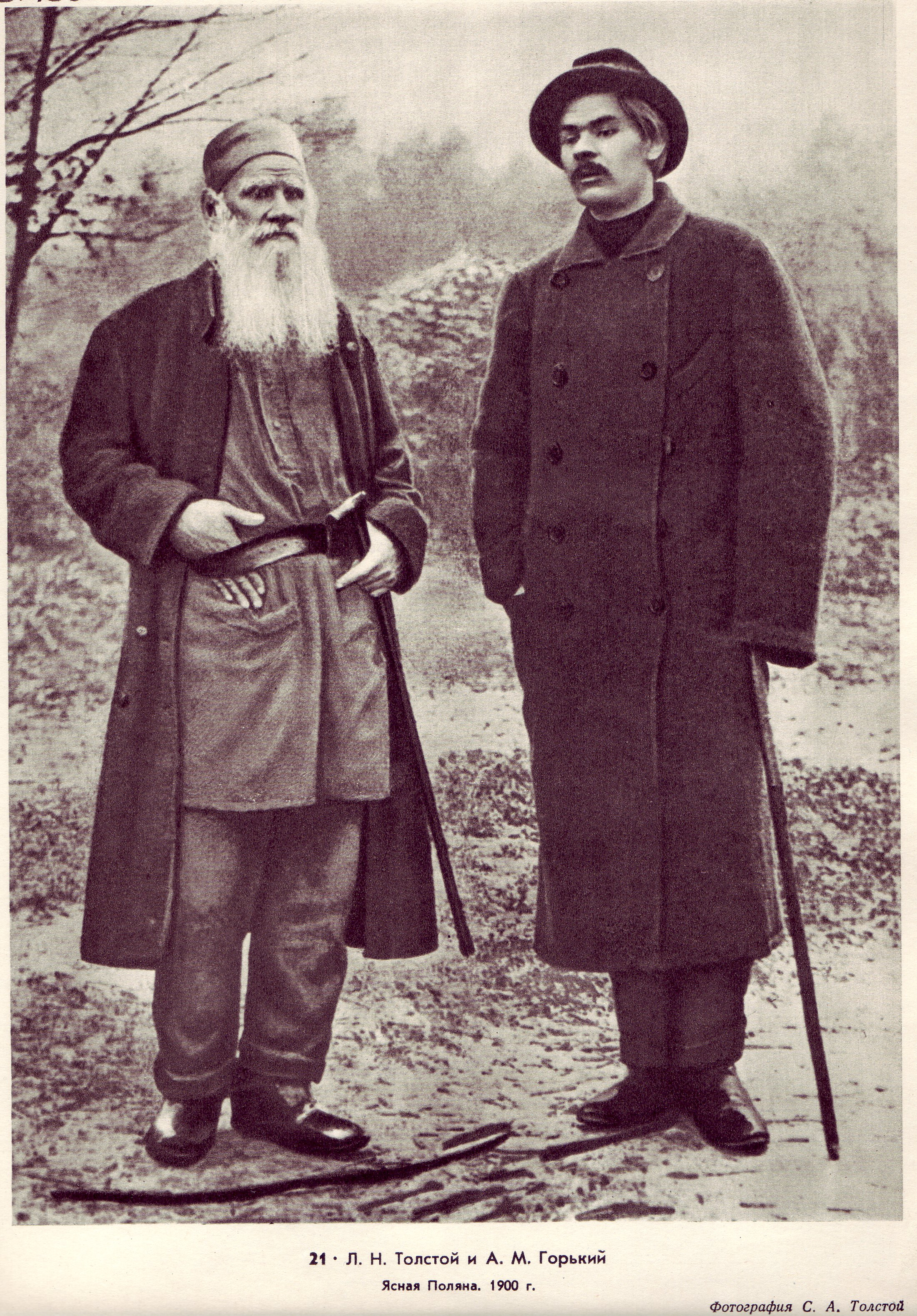
Lev Tolstoi amb Gorki a Iàsnaia Poliana, 1900

De 1900 a 1905, els escrits de Gorki es van tornar més optimistes. Es va implicar més en el moviment d'oposició, pel qual va ser novament empresonat breument el 1901. El 1904, després d'haver trencat la seva relació amb el Teatre d'Art de Moscou arran d'un conflicte amb Vladímir Nemiróvitx-Dàntxenko, Gorki va tornar a Nijni Nóvgorod per establir un teatre propi. Tant Konstantín Stanislavski com Savva Morózov van oferir suport financer per a l'empresa. Stanislavski creia que el teatre de Gorki era una oportunitat per desenvolupar la xarxa de teatres provincials que esperava reformar l'art escènic a Rússia, un somni seu des de la dècada de 1890. Va enviar alguns alumnes de l'Escola de Teatre d'Art, així com Ioassaf Tikhomírov, que dirigia l'escola, a treballar-hi. A la tardor, però, després que el censor hagi prohibit totes les obres que el teatre es proposava d'escenificar, Gorki va abandonar el projecte.
Com a autor, editor i dramaturg d'èxit financer, Gorki va donar suport financer al Partit Laborista Socialdemòcrata Rus (RSDLP), a més de donar suport a les apel·lacions liberals al govern pels drets civils i la reforma social. El brutal afusellament dels obrers que marxaven cap al tsar amb una petició de reforma el 9 de gener de 1905 (conegut com el «Diumenge sagnant»), que va posar en marxa la Revolució de 1905, sembla haver empès Gorki de manera més decidida cap a solucions radicals. Es va relacionar estretament amb Vladímir Lenin i l'ala bolxevic del partit d'Aleksandr Bogdànov, amb Bogdànov assumint la responsabilitat de la transferència de fons de Gorki a Vperiod. No és clar si maig es va unir formalment, i les seves relacions amb Lenin i els bolxevics sempre serien difícils. Els seus escrits més influents en aquests anys van ser una sèrie d'obres polítiques, la més famosa de На дне (Na dne, 'Els baixos fons, 1902). Mentre va estar breument empresonat a la Fortalesa de Sant Pere i Sant Pau durant l'avortada revolució russa de 1905, Gorki va escriure l'obra Els fills del sol, nominalment ambientada durant una epidèmia de còlera de 1862, però que universalment s'entén que es relaciona amb els esdeveniments actuals. Va sortir de la presó després d'una campanya a escala europea, que va comptar amb el suport de Marie Curie, Auguste Rodin i Anatole France, entre d'altres.
Gorki va assistir a l’aixecament de Moscou de 1905, i després de la seva supressió, el seu apartament va ser assaltat pels Cent Negres. Posteriorment, va fugir al llac Saimaa, aFinlàndia. El 1906, els bolxevics el van enviar a un viatge de recaptació de fons als Estats Units amb Ivan Narodni. Quan va visitar les muntanyes Adirondack, Gorki va escriure Мать (Mat, Mare), la seva notable novel·la de conversió i lluita revolucionàries. Les seves experiències als Estats Units —que va incloure un escàndol pel seu viatge amb la seva amant (l'actriu Maria Andréieva) més que amb la seva dona— van aprofundir en el seu menyspreu cap a l'"ànima burgesa".

### Anys de Capri

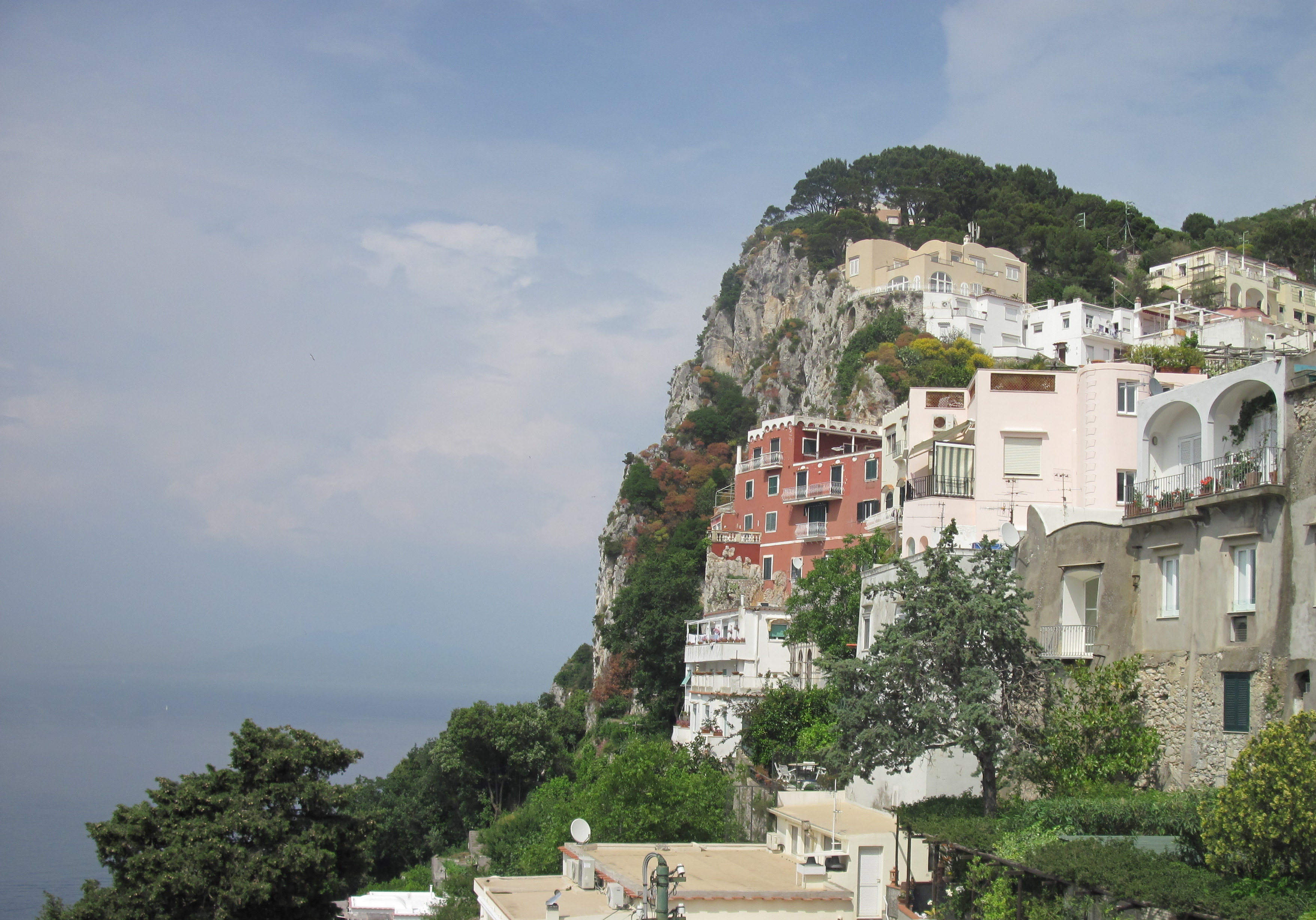
Entre 1909 i 1911, Gorki va viure a l'illa de Capri a la "Villa Behring" de color bordeus.

De 1906 a 1913, Gorki va viure a l'illa de Capri, al sud d'Itàlia, en part per motius de salut i en part per fugir de l'ambient cada cop més repressiu a Rússia. Va continuar donat suport al treball de la socialdemocràcia russa, especialment els bolxevics i va convidar Anatoli Lunatxarski a quedar-se amb ell a Capri. Els dos homes havien treballat junts a Literaturni Raspad, que va aparèixer el 1908. Va ser durant aquest període quan Gorki, juntament amb Lunatxarski, Bogdànov i Vladímir Bazàrov van desenvolupar la idea d'una Enciclopèdia de la història russa com a versió socialista de l’Encyclopédie de Diderot.
El 1906, Maksim Gorki va visitar la ciutat de Nova York per invitació de Mark Twain i altres escriptors. Una invitació a la Casa Blanca del president Theodore Roosevelt va ser retirada després que el New York World informés que la dona que acompanyava Gorki no era la seva dona. Després que es va revelar això, tots els hotels de Manhattan es van negar a allotjar la parella i van haver d'allotjar-se en un apartament a Staten Island.
Durant una visita a Suïssa, Gorki va conèixer a Lenin, a qui va acusar de passar una quantitat excessiva del seu temps lluitant amb altres revolucionaris, escrivint: "Tenia un aspecte horrible. Fins i tot la seva llengua semblava haver-se tornat gris". Malgrat el seu ateisme, Gorki no era un materialista. De manera més controvertida, va articular, juntament amb alguns altres bolxevics inconformistes, una filosofia que va anomenar "Construcció de Déu" (богостроительство, bogostroítelstvo), que pretenia recuperar el poder del mite per a la revolució i crear l'ateisme religiós. Això va situar la humanitat col·lectiva on Déu havia estat i estava imbuït de passió, meravella, certesa moral i la promesa d'alliberar-se del mal, el sofriment i fins i tot la mort. Tot i que Lenin va ridiculitzar "La construcció de Déu", Gorki va mantenir la seva creença que la "cultura" -la consciència moral i espiritual del valor i el potencial del jo humà- seria més crítica per a l'èxit de la revolució que els acords polítics o econòmics.

### Tornada de l'exili
Una amnistia concedida pel 300è aniversari de la dinastia Romànov va permetre a Gorki tornar a Rússia el 1914, on va continuar la seva crítica social, va ser mentor d'altres escriptors de la gent comuna i va escriure una sèrie d'importants memòries culturals, inclosa la primera part de la seva autobiografia. En tornar a Rússia, va escriure que la seva principal impressió era que "tothom està tan aixafat i desproveït de la imatge de Déu". L'única solució, va declarar repetidament, era la "cultura".
Després de la revolució de febrer, Gorki va visitar la seu de l’Okhrana (policia secreta) a Krónverski Prospekt juntament amb Nikolai Sukhànov i Vladímir Zenzínov. Gorki va descriure l'antiga seu d'Okhrana, on va buscar inspiració literària, com a abandonada, amb les finestres trencades i els papers per tot el terra. Sopant amb Sukhànov més tard el mateix dia, Gorki va predir que la revolució acabaria en "salvatges asiàtics". Inicialment partidari del socialista-revolucionari Aleksandr Kérenski, Gorki va passar als bolxevics després de l’afer Kornílov. El juliol de 1917, Gorki va escriure que les seves pròpies experiències de la classe obrera russa havien estat suficients per dissipar qualsevol "noció que els treballadors russos són l'encarnació de la bellesa i la bondat espirituals". Gorki va admetre sentir-se atret pel bolxevisme, però va admetre la seva preocupació per un credo que feia a tota la classe treballadora "dolç i raonable; maig havia conegut gent que fos realment així". Gorki va escriure que coneixia els pobres, els "fusters, estibadors, paletes", d'una manera que maig ho va fer l'intel·lectual Lenin, i desconfiava francament d'ells.
Durant la Primera Guerra Mundial, el seu apartament a Petrograd es va convertir en una sala del personal bolxevic, i la seva política va romandre propera als bolxevics durant tot el període revolucionari de 1917. L'endemà de la Revolució d'Octubre del 7 de novembre de 1917, Gorki va observar un jardiner que treballava al parc d'Aleksandr que havia netejat la neu durant la Revolució de febrer mentre ignorava els trets del fons, va demanar a la gent durant els dies de juliol que no trepitgessin l'herba i ara estava tallant branques, fet que va portar a Gorki a escriure que era "tossut com un talp, i aparentment tan cec com un". Les relacions de Gorki amb els bolxevics es van tornar tenses, però, després de la Revolució d'Octubre. Un contemporani va recordar com Gorki es tornaria "fosc, negre i ombriu" amb la mera menció de Lenin. Gorki va escriure que Vladímir Lenin juntament amb Lev Trotski "s'han enverinat amb el verí brut del poder", aixafant els drets de l'individu per aconseguir els seus somnis revolucionaris. Gorki va escriure que Lenin era un "enganyador de sang freda que no escatima ni l'honor ni la vida del proletariat.... No coneix les masses populars, no ha viscut amb elles". Gorki va comparar Lenin amb un químic que experimentava en un laboratori amb l'única diferència que el químic va experimentar amb matèria inanimada per millorar la vida mentre Lenin estava experimentant sobre la "carn viva de Rússia". Una altra tensió en les relacions de Gorki amb els bolxevics es va produir quan el seu diari Nóvaia Jizn (Новая Жизнь, 'Vida Nova') va caure presa de la censura bolxevic durant la guerra civil posterior, al voltant del qual Gorki va publicar el 1918 una col·lecció d'assajos crítics amb els bolxevics anomenats Pensaments intempestius. (No es tornaria a publicar a Rússia fins després del col·lapse de la Unió Soviètica.) Els assaigs anomenen Lenin un tirà per les seves detencions sense sentit i la repressió del discurs lliure, i un anarquista per les seves tàctiques conspiradores; Gorki compara Lenin tant amb el tsar com amb Netxàiev.
"Lenin i els seus associats", va escriure Gorki, "consideren possible cometre tota mena de crims... l'abolició de la llibertat d'expressió i les detencions sense sentit".
Va ser membre del Comitè per a la Lluita contra l'Antisemitisme dins del govern soviètic.
El 1921, va contractar una secretària, Mura Búdberg, que més tard esdevingué la seva amant. L'agost de 1921, el poeta Nikolai Gumiliov va ser arrestat per la Txekà de Petrograd per les seves opinions monàrquiques. Hi ha una història que Gorki es va afanyar a anar a Moscou, va obtenir l'ordre d'alliberar Gumiliov de Lenin personalment, però al seu retorn a Petrograd va saber que Gumiliov ja havia estat afusellat, però Anna Akhmàtova va escriure Nadejda Mandelstam, una amiga íntima de la vídua de Gumiliov. que: “És cert que la gent li va demanar que intervingués.... En Gorki no li agradava molt Gumiliov, però tanmateix va prometre fer alguna cosa. No va poder complir la seva promesa perquè la sentència de mort es va anunciar i es va dur a terme amb una pressa inesperada, abans que Gorki s'hagués posat a fer res." A l'octubre, Gorki va tornar a Itàlia per motius de salut: tenia tuberculosi.

### Fam de Povóljie
El juliol de 1921, Gorki va publicar una crida al món exterior, dient que milions de vides estaven amenaçades per la fallada de les collites. La fam russa de 1921–22, també coneguda com a fam de Povóljie, va matar uns 5 milions, afectant principalment les regions del Volga i el riu Ural.

### Segon exili
Gorki va marxar de Rússia el setembre de 1921, cap a Berlín. Allà va sentir parlar de l'imminent judici de Moscou dels 12 socialistes revolucionaris, que va endurir la seva oposició al règim bolxevic. Va escriure a Anatole France denunciant el judici com una "preparació cínica i pública per a l'assassinat" de persones que havien lluitat per la llibertat del poble rus. També va escriure al viceprimer soviètic, Aleksei Ríkov, demanant-li que li digués a Lev Trotski que qualsevol condemna a mort executada als acusats seria "un assassinat premeditat i dolent". Això va provocar una reacció de menyspreu per part de Lenin, que va descriure Gorki com "sempre extremadament desvergent en política", i Trotski, que va descartar Gorki com un "artista a qui ningú es pren seriosament". El govern feixista d'Itàlia li va negar el permís per tornar a Capri, però se li va permetre establir-se a Sorrento, on va viure entre 1922 i 1932, amb una família extensa que incloïa Mura Búdberg, la seva exdona Maria Andréieva, el seu amant Piotr Kriutxkov, que va actuar com a secretari de Gorki (inicialment un espia de Iagoda) durant la resta de la seva vida; el fill de Gorki, Maks Péixkov; l'esposa de Maks, Timoixa, i les seves dues filles petites.
Va escriure diversos llibres amb èxit mentre era allà, però el 1928 tenia dificultats per guanyar prou per mantenir la seva gran llar, i va començar a buscar un acomodament amb el règim comunista. El secretari general del Partit Comunista, Ióssif Stalin, estava igualment disposat a atraure Gorki a tornar a l'URSS. Va fer la seva primera visita el maig de 1928, en el mateix moment en què el règim organitzava el seu primer judici espectacle des de 1922, l'anomenat Judici Xakhti de 53 enginyers empleats a la indústria del carbó, un dels quals, Piotr Ossadtxi, havia visitat Gorki. a Sorrento. En contrast amb la seva actitud davant el judici dels socialistes revolucionaris, Gorki va acceptar sense cap dubte que els enginyers eren culpables, i va lamentar que en el passat hagués intervingut en favor de professionals que estaven sent perseguits pel règim. Durant la visita, va entaular amistat amb Guénrikh Iagoda (cap adjunt de l'OGPU) que tenia interès a espiar Gorki, i dos altres oficials de l'OGPU, Semion Firin i Matvei Pogrebinski, que ocupaven alts càrrecs al Gulag. Pogrebinski va ser el convidat de Gorki a Sorrento durant quatre setmanes el 1930. L'any següent, Iagoda va enviar el seu cunyat, Leopold Averbakh a Sorrento, amb instruccions per induir Gorki a tornar a Rússia de manera permanent.

### Retorn a Rússia

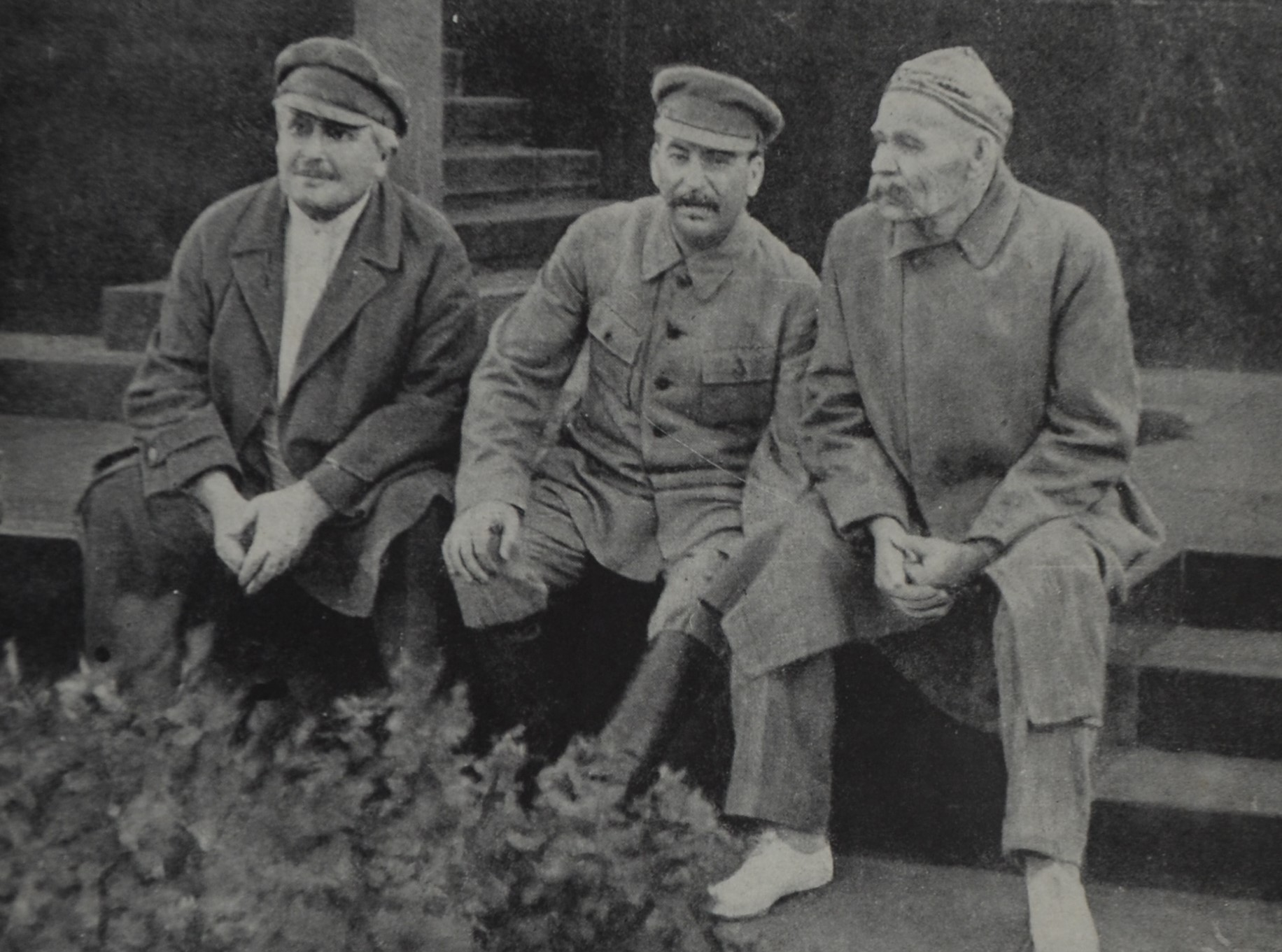
Avel Ienukidze, Ióssif Stalin i Maksim Gorki celebren el 10è aniversari de Sportintern. Plaça Roja, Moscou URSS. Agost de 1931

El retorn de Gorki de la Itàlia feixista va ser una gran victòria de propaganda per als soviètics. Va ser condecorat amb l'Orde de Lenin i li van regalar una mansió (anteriorment pertanyent al milionari Pàvel Riabuixinski, que va ser durant molts anys el Museu Gorki) a Moscou i una casa rural als suburbis. La ciutat de Nijni Nóvgorod i la província circumdant van passar a anomenar-se Gorki. El parc principal de Moscou i un dels carrers centrals de Moscou, Tvérskaia, van ser rebatejats en el seu honor, igual que el Teatre d'Art de Moscou. L'avió d'ala fixa més gran del món a mitjans de la dècada de 1930, el Túpolev ANT-20 va rebre el nom de Maksim Gorki en honor seu.
També va ser nomenat president de la Unió d'Escriptors Soviètics, fundada el 1932, coincidint amb el seu retorn a l'URSS. L'11 d'octubre de 1931 Gorki va llegir el seu poema de conte de fades "Una noia i la mort" (que va escriure el 1892) als seus visitants Ióssif Stalin, Kliment Voroixílov i Viatxeslav Mólotov, un esdeveniment que més tard va ser representat per Víktor Góvorov a la seva pintura. Aquell mateix dia Stalin va deixar el seu autògraf a l'última pàgina d'aquesta obra de Gorki: "Aquesta peça és més forta que el Faust de Goethe (l'amor derrota la mort)" Voroixílov també va deixar una "resolució": "Sóc analfabet, però crec que el camarada Stalin va definir més que correctament el significat dels poemes d'A. Gorki. En nom propi, diré: estimo a M. Gorki com el meu i la meva classe d'escriptors, que van definir correctament el nostre moviment avançat".
Com recorda Viatxeslav Ivànov, Gorki estava molt molest:
| « | Van escriure la seva resolució sobre el seu conte de fades "Una noia i la mort". El meu pare, que va parlar d'aquest episodi amb Gorki, va insistir amb èmfasi que Gorki estava ofès. Stalin i Voroixílov estaven borratxos i feien broma. | » |

El 1933, Gorki va coeditar, amb Averbakh i Firin, un llibre infame sobre el Canal Mar Bàltic-Blanc, presentat com un exemple de "rehabilitació reeixida dels antics enemics del proletariat". Per a altres escriptors, va instar que s'obté el realisme extraient la idea bàsica de la realitat, però afegint-hi el potencial i desitjable, s'hi afegia un romanticisme amb un profund potencial revolucionari. Per ell mateix, Gorki va evitar el realisme. Negant que cap presoner va morir durant la construcció de l'esmentat canal va ser refutada per Aleksandr Soljenitsin, que va afirmar que milers de presoners van morir congelats no només a les nits per la manca d'un refugi i menjar adequats, sinó fins i tot a la meitat del dia. El més revelador és que Soljenitsin i Dmitri Likhatxov documenten una visita, el 20 de juny de 1929, a Solovkí, el camp de treballs forçats "original", i el model sobre el qual es van construir milers d'altres. Donada la reputació de Gorki (tant per a les autoritats com per als presoners), el camp es va transformar d'un camp on els presoners (Zeks) treballaven fins a la mort d'acord amb la idea oficial soviètica de "transformació mitjançant el treball". Gorki no es va adonar del trasllat de milers de presoners per alleujar l'amuntegament, de la roba nova dels presoners (acostumats a treballar amb la roba interior), ni tan sols de l'amagatall dels presoners sota lones, i la retirada de les sales de tortura. L'engany es va exposar quan Gorki es va presentar amb nens "presoners models", un dels quals va desafiar Gorki si "volia saber la veritat". En cas afirmatiu, es va netejar l'habitació i el noi de 14 anys va explicar la veritat: la fam, els homes treballaven fins a la mort i la tortura del pal, l'ús d'homes en comptes de cavalls, les execucions sumàries, els presoners rodant, lligats a un pal pesat per escales amb centenars de graons, de passar la nit, en roba interior, a la neu. Gorki mai no va escriure sobre el nen, ni tan sols va demanar que se l'emportés amb ell. El noi va ser executat després que Gorki marxés. Gorki va sortir de l'habitació plorant i va escriure al llibre de visites: "No estic en estat d'ànim per expressar les meves impressions en poques paraules. No voldria, sí, i també em faria vergonya permetre'm l'elogi banal de la notable energia d'una gent que, tot i ser vigilant i sentinelles incansables de la Revolució, és capaç, alhora, de ser notablement agosarada, creadors de cultura”.

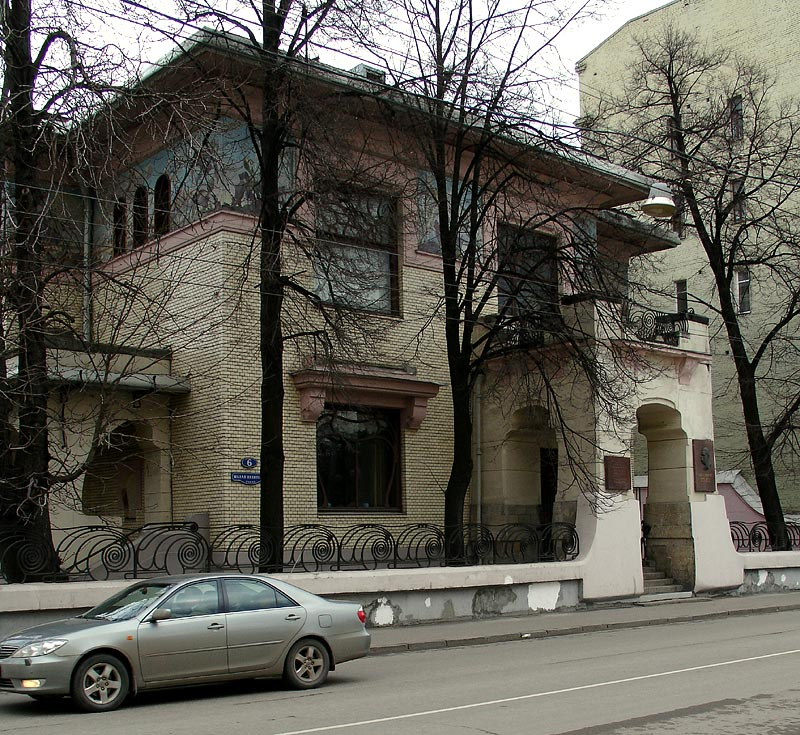
En el seu retorn definitiu a la Unió Soviètica el 1932, Maksim Gorki va rebre la mansió Riabuixinski, dissenyada el 1900 per Fiódor Schechtel per a la família Riabuixinski. La mansió avui alberga un museu sobre Gorki.

Tal com assenyala el biògraf de Gorki Pàvel Bassinski, era impossible que Gorki "s'emportés el nen amb ell", fins i tot amb la seva reputació de "gran escriptor proletari". Com diu, Gorki va haver de passar més de 2 anys per alliberar Iúlia Danzàs. Alguns dels historiadors de Solovkí dubten que hi hagués un nen.
Gorki també va ajudar altres presoners polítics (no sense la influència de la seva dona, Iekaterina Peixkova). Per exemple, a causa de la interferència de Gorki, el veredicte inicial de Mikhaïl Bakhtín (5 anys de Solovkí) es va canviar a 6 anys d'exili.
| «                                                | D: Mikhaïl Mikhàilovitx, has conegut Gorki en persona? B: Amb Gorki? No. Només el vaig veure diverses vegades, i després (no cal escriure això), quan, per tant, vaig ser empresonat, Gorki fins i tot va enviar dos telegrames a les institucions corresponents... D: Gorki? B: Si.. En la meva defensa. D: Bé, només cal escriure-ho. B: Coneixia el meu primer llibre i en general va escoltar molt sobre mi, i teníem coneguts comuns... <...> B: Bé, va ser... 1929. D: Sí. I Gorki... Aleshores va deixar d'intervenir. B: Així que en el cas... sí, en el meu cas hi havia els telegrames de Gorki, els seus dos telegrames. <...> D: La seva dona, Iekaterina Pàvlovna, va fer moltes coses bones. B: Sí. Iekaterina Pàvlovna. No la coneixia <...> Aleshores era la presidenta de l'anomenada... D: Creu Roja. B: Si. Creu Roja Política. | » |
| — Converses de V. D. Duvakin amb Mikhaïl Bakhtín | |   |

### L'hostilitat a l'homosexualitat
Gorki va donar suport als esforços per aprovar una llei el 1934 que convertia l'homosexualitat en un delicte penal. La seva actitud es va veure acolorida pel fet que alguns membres de la Sturmabteilung nazi eren homosexuals. Sovint se li atribueix la frase "exterminar tots els homosexuals i el feixisme s'esvaeix". En realitat, estava citant una dita popular, escrivint a Pravda el 23 de maig de 1934, Gorki va dir: "Ja hi ha una dita sarcàstica: Destrueix l'homosexualitat i el feixisme desapareixerà".

### Gorki i la censura soviètica
| «                             | I al meu entendre, ell (Vladislav Khodassévitx) té raó quan diu que els crítics soviètics han fet una obra antisoviètica de Els germans Turbín. Bulgàkov "no és un germà" per a mi; no tinc ni les més mínimes ganes de defensar-lo. Però és un escriptor amb talent, i no hi ha molta gent així. Així que no té sentit fer-los "màrtirs d'una idea". | » |
| — Carta a Ióssif Stalin, 1930 | |   |

Gorki va seguir la carrera literària de Bulgàkov des de 1925, quan va llegir per primera vegada Els ous fatals. Segons les seves cartes, fins i tot llavors admirava el seu talent. En part a causa de les obres de Gorki Bulgàkov La càbala dels hipòcrites i Els dies dels Turbín es va permetre la posada en escena. Gorki també va intentar utilitzar la seva influència per permetre la producció del Teatre d'Art de Moscou de l'altra obra de Bulgàkov, El vol. Tanmateix, va ser prohibit a causa de la reacció personal de Stalin.

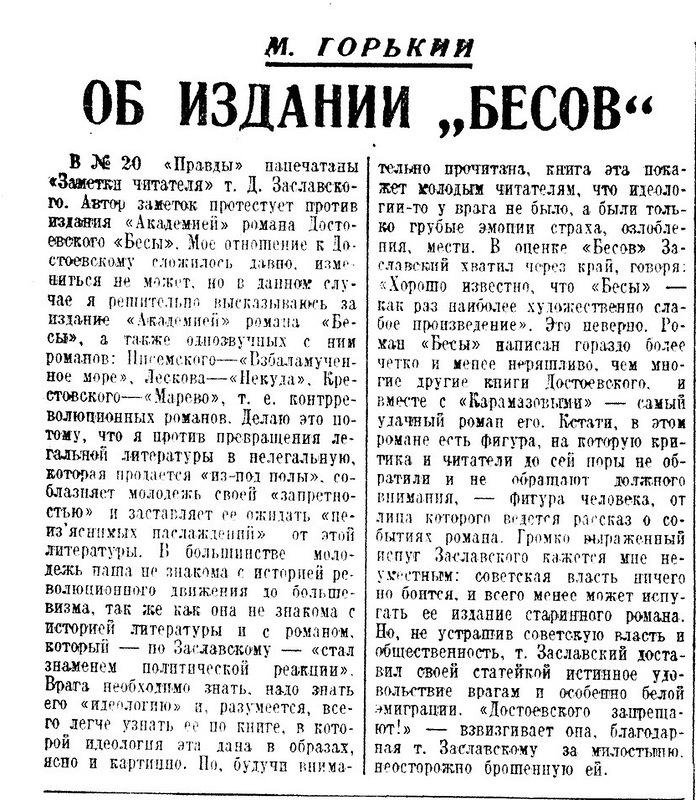
Article de Gorki "Sobre el tema d'Els dimonis"

| « | ...Dono ferm suport a la publicació per part de Akadémia de la novel·la Dimonis (Dostoievski) i altres novel·les contrarevolucionàries, com ara "Mars turbulents" de Píssemski, Sense sortida de Leskov i Miratge de Krestovski. Ho faig perquè estic en contra de la transformació de la literatura jurídica en literatura il·legal, que es ven "des del taulell" i que sedueix els joves amb el seu "tabú"... Cal conèixer l'enemic, cal saber la seva ideologia... El govern soviètic no té por de res, i menys que res pot espantar la publicació d'una novel·la antiga. Però... El camarada Zaslavski amb el seu article va donar un veritable plaer als nostres enemics, i especialment als emigrats blancs. "Prohibiu Dostoievski", criden, agraïts al camarada Zaslavski. "Sobre el tema de Dimonis (Dostoievski), Pravda, 24.01.1935 | » |

### Campanya antiformalista
| « | Tens una gran selecció d'armes. La literatura soviètica té totes les oportunitats d'aplicar aquest tipus d'armes (gèneres, estils, formes i mètodes de creativitat literària) en la seva diversitat i completesa, seleccionant tot el millor que s'ha creat en aquesta àrea per totes les èpoques anteriors. | » |

| «                                              | El realisme socialista ofereix a la creativitat artística una oportunitat excepcional per a la manifestació de la iniciativa creativa, l'elecció de diverses formes, estils i gèneres. | » |
| — Declaració de la Unió d'Escriptors Soviètics | |   |

| «                             | Xostakóvitx és un jove, d'uns 25 anys, de talent innegable, però molt segur de si mateix i molt nerviós. En l'article a Pravda li va colpejar com un maó al cap, el noi està completament deprimit. <...> "Deprimit", però per què? En què i com s'expressa - "deprimit"? Els crítics han de fer una valoració tècnica de la música de Xostakóvitx. I el que donava l'article de Pravda va permetre a una colla de persones mediocres, pirates informàtics, atacar Xostakóvitx de totes les maneres possibles. | » |
| — Carta a Ióssif Stalin, 1936 | |   |

### Conflictes amb l'estalinisme
La relació de Gorki amb el règim es va refredar després del seu retorn a la Unió Soviètica el 1933: les autoritats soviètiques no el deixarien sortir mai més a Itàlia. Va continuar escrivint els articles de propaganda a Pravda i glorificant Stalin. Tanmateix, l'any 1934 la seva relació amb el règim s'anava allunyant. A Leopold Averbakh, a qui Gorki considerava un protegit, se li va negar un paper a la recentment creada Unió d'Escriptors i es va oposar a la interferència del personal del Comitè Central en els afers del sindicat. La concepció de Gorki del "realisme socialista" i la creació de la Unió d'Escriptors, en comptes d'acabar amb la "dictadura literària" RAPP i unir els escriptors "proletaris" amb els denunciats popúttxiki es converteix en una eina per augmentar la censura. Aquest conflicte, que podria haver-se agreujat per la desesperació de Gorki per la mort prematura del seu fill, Max, va arribar al punt culminant just abans del primer Congrés d'Escriptors Soviètics, l'agost de 1934.
Les seves reunions amb Stalin eren cada cop més rares. En aquella època rep la influència de Lev Kàmenev, que va ser nomenat director de l'editorial Akadémia a causa de la petició de Gorki, i de Nikolai Bukharin, que havia estat amic de Gorki des de la dècada de 1920. L'11 d'agost, Gorki va presentar un article per a la seva publicació a Pravda que va atacar el cap adjunt del departament de premsa, Pàvel Iudin amb un llenguatge tan desmesurat que el diputat de Stalin, Làzar Kaganóvitx, va ordenar la seva supressió, però es va veure obligat a cedir després de centenars de còpies de l'article. circula a mà. L'esborrany de Gorki del discurs principal que havia de pronunciar al congrés va causar tanta consternació quan el va presentar al Politburó que quatre dels seus principals membres - Kaganóvitx, Viatxeslav Mólotov, Kliment Voroixílov i Andrei Jdànov - van ser enviats a persuadir-lo perquè faci canvis.
| «                                                     | Ahir, després d'haver-nos familiaritzat amb el discurs de M. Gorki al Congrés d'Escriptors, vam arribar a la conclusió que el discurs no és adequat en aquesta forma. En primer lloc, la mateixa construcció i disposició del material, 3/4, si no més, estan ocupats per raonaments històrics i filosòfics generals, i fins i tot incorrectes. La societat primitiva es presenta com l'ideal i el capitalisme en totes les seves etapes es presenta com una força reaccionària que va obstaculitzar el desenvolupament de la tecnologia i la cultura. És evident que aquesta posició no és marxista. La literatura soviètica gairebé no està coberta, però el discurs s'anomena "Sobre la literatura soviètica". <...> Després d'una llarga xerrada va acceptar fer algunes edicions i canvis. Sembla que està de mal humor. <...> La qüestió, és clar, no és el que diu, sinó com ho diu. Aquestes xerrades m'han recordat a la camarada Krúpskaia. Crec que Kàmenev té un paper important en la formació d'aquests sentiments de Gorki. <...> Avui hem intercanviat opinions i pensem que és millor, després de fer algunes modificacions, publicar-lo que permetre que es llegeixi com a il·legal. | » |
| — Làzar Kaganóvitx. Carta a Ióssif Stalin, 14.08.1934 | |   |

En el seu discurs anomena Fiódor Dostoievski "inquisidor medieval", però, l'admira per "haver pintat amb la més viva perfecció del retrat de paraules una mena d'egocentrista, una mena de degenerat social en la persona de l'heroi dels seus Apunts del subsol i el destaca com una figura important de la literatura clàssica russa. Després de la finalització del congrés, el Comitè Central del Partit, en el qual va sostenir que escriptors com Panfiórov, Iermílov, Fadéiev, Stavski i molts altres escriptors que van ser aprovats com a "mestres del realisme socialista", eren indignes de ser membres del Unió d'Escriptors Soviètics, òbviament preferint Borís Pasternak, Andrei Beli, Andrei Platónov i Artiom Vessioli (Gorki va prendre els dos últims a la seva "brigada d'escriptors" a causa de la seva incapacitat per ser publicats, encara que va criticar Beli i Platónov per les seves tècniques). També va escriure un article sobre la novel·la Brusski de Panfiórov: "Per descomptat, no es poden notar els errors verbals i la tècnica descuidada de l'escriptor dotat, però actua com a assessor i professor, i ensenya la producció de residus literaris".
Gorki també va intentar lluitar contra la censura soviètica a mesura que anava creixent més poder. Per exemple, va intentar defensar un tema dels Dimonis de Dostoievski.
A mesura que el conflicte es feia més visible, les posicions polítiques i literàries de Gorki es van anar debilitant. Panfiórov va escriure una resposta a Gorki, en la qual el va criticar. David Zaslavski va publicar una resposta irònica a la defensa de Gorki dels dimonis.
Segons algunes fonts (com el diari de Romain Rolland), a causa de la negativa de Gorki a obeir cegament les polítiques de l'estalinisme, havia perdut la bona voluntat del partit i va passar els seus últims dies sota arrest domiciliari sense anunciar.

### Mort

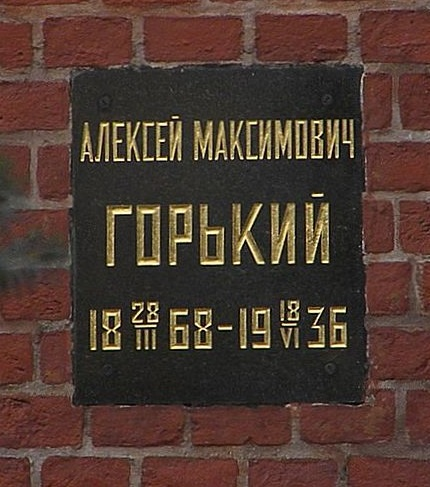
Tomba de Maksim Gorki a la Necròpolis de la Muralla del Kremlin

Amb l'augment de la repressió estalinista i sobretot després de l'assassinat de Serguei Kírov el desembre de 1934, Gorki va ser posat sota arrest domiciliari sense anunciar a la seva casa prop de Moscou a Gorki-10 (el nom del lloc és una paraula completament diferent en rus sense relació amb el seu cognom). El seu antic secretari Piotr Kriutxkov havia estat reclutat per Iagoda com a informador remunerat. Abans de morir a causa d'una malaltia persistent el juny de 1936, va rebre la visita a casa de Stalin, Iagoda i altres principals comunistes, i de Mura Búdberg, que havia decidit no tornar a l'URSS amb ell però se li va permetre quedar-se. pel seu funeral.
La mort sobtada del fill de Gorki, Maksim Péixkov, el maig de 1934, va ser seguida per la mort del mateix Maksim Gorki el juny de 1936 per pneumònia. L'especulació fa temps que envolta les circumstàncies de la seva mort. Stalin i Mólotov van ser dels que van portar l'urna de Gorki durant el funeral. Durant el judici de Bukharin el 1938 (un dels tres judicis de Moscou), un dels càrrecs va ser que Gorki va ser assassinat pels agents de l'NKVD de Iagoda.
A l'època soviètica, abans i després de la seva mort, les complexitats de la vida i la perspectiva de Gorki es van reduir a una imatge icònica (ressonant en imatges heroiques i estàtues que esquitxaven el camp): Gorki com a gran escriptor soviètic sorgit de la gent comuna, un lleial. amic dels bolxevics, i fundador del cada cop més canònic " realisme socialista ".

## Obra
L'obra de Maksim Gorki va créixer ràpidament. Pels volts del 1898, ja havia reunit la seva producció narrativa en dos volums. La seva persona era cada vegada més popular, els seus contes agradaven al públic i la seva fama va transcendir les fronteres i va dur el seu nom per tot Europa.
Aleshores, també les seves produccions teatrals Els petits burgesos i Els baixos fons van aconseguir l'èxit. Van ser dutes a escena el 1902 en el Teatre d'Arts de Moscou i, més tard, van recórrer els millors escenaris d'Europa. Aquestes obres de teatre van emprar innovadorament tècniques naturalistes, que estructuraven sèries de trames paral·leles en les quals pràcticament tots els personatges tenien la mateixa importància.
En altres camps va seguir assolint noves fites. De la narrativa curta va passar a la llarga amb novel·les com Vàrenka Oléssova (1898), Fomà Gordéiev (1899) i Els tres (1900).
A Sant Petersburg, va establir contacte amb destacats marxistes que el van motivar a girar la vista cap als problemes socials i el van convèncer de la conveniència del moviment revolucionari. També en la seva obra va reflectir la seva simpatia per aquests ideals com ho mostren els seus drames El cant del petrell, Els estiuejants, Els fills del sol, Els enemics, Els bàrbars; la censura, tanmateix, va recaure sobre alguns d'aquests. Va ser nomenat membre honorari de l'Acadèmia Imperial de Ciències, però el 1902 li va ser revocat el nomenament a causa de divergències polítiques. Maksim Gorki, però, no estava disposat a cedir en els seus ideals i va seguir donant suport a la Revolució Russa, suport que el duria a la presó.
El 1907, es va traslladar a Capri a causa d'uns greus problemes de salut; aquest mateix any i en aquest mateix lloc va escriure la seva obra més popular, La mare, en la qual relata l'evolució del pensament de la mare d'un obrer socialista així com l'entorn de la Rússia revolucionària. A l'illa italiana, va formar un centre d'emigració revolucionària fins poc abans d'esclatar la Primera Guerra Mundial. Mentrestant, la seva fama anava en decadència i ell mateix sofria una crisi d'identitat influïda per les idees de Tolstoi.
En esclatar la Revolució Russa el 1917, ell es trobava en la seva pàtria i va treballar activament en l'àmbit cultural fins al 1921, quan es va traslladar a Alemanya, on va romandre tres anys.
Després va viure a Sorrento (Itàlia) i el 1928 va tornar a Rússia, on comença l'etapa de la seva obra que recolza el règim soviètic. Maksim Gorki va morir a Moscou, el 18 de juny del 1936.

## Obres
A continuació s'enumera la bibliografia:

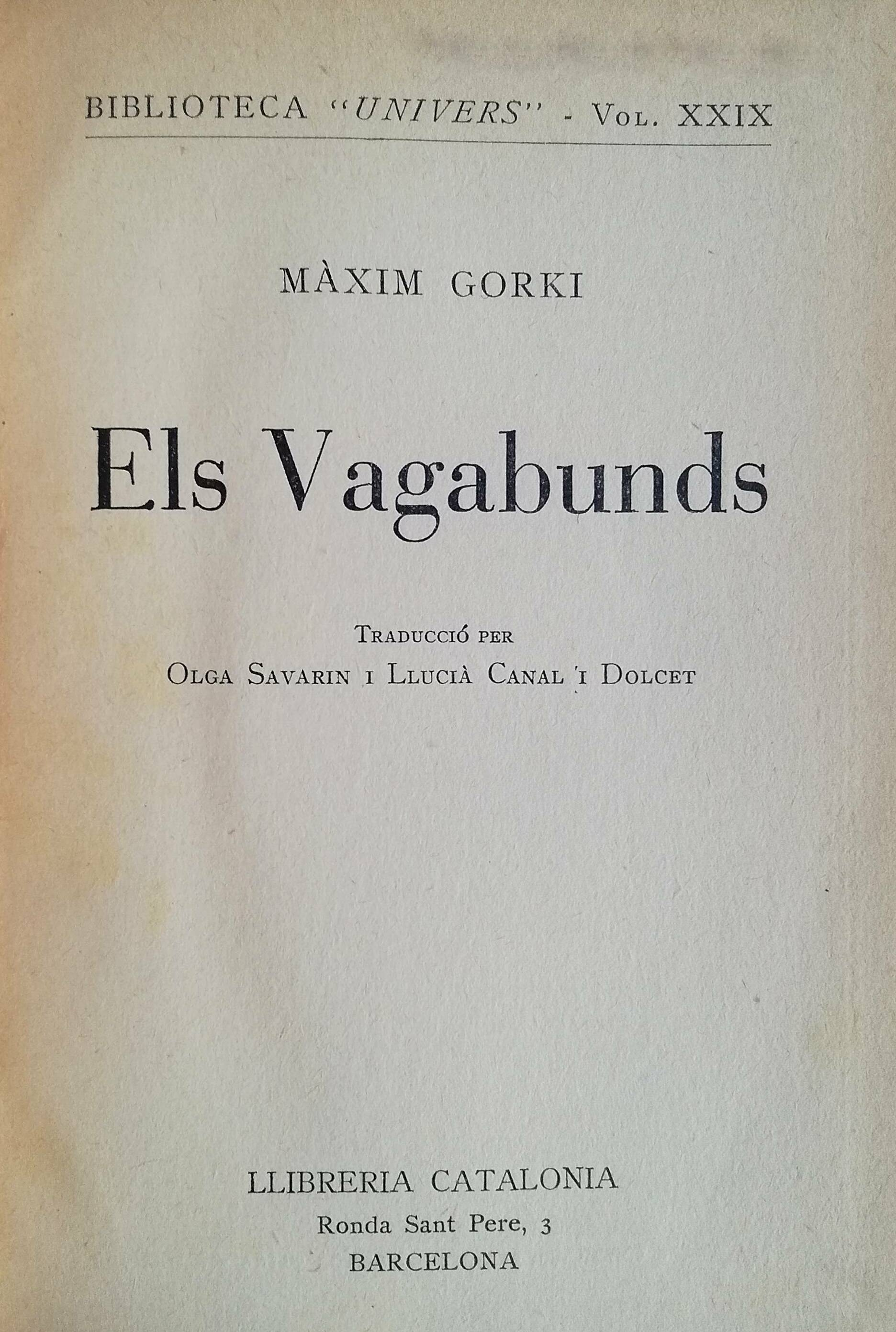
Els Vagabunds de Màxim Gorki, traducció catalana publicada a Barcelona cap a l'any 1933 dins la col·lecció Biblioteca Univers

- Makar Txudrà (Макар Чудра), narració, 1892
- L'avi Arkhip i Lenka (Ded Arkhip i Lionka, Дед Архип и Лёнька), 1893; El meu company (Moi spútnik, Мой спутник), 1894; Txelkaix (Челкаш), 1895; narracions traduïdes al català cap al 1933 dins el recull Els Vagabunds
- Goremika Pàvel (Горемыка Павел), novel·la, 1894[67]
- Malva (Мальва), narració, 1897
- Criatures que una vegada van ser homes (Bívxie liudi, Бывшие люди), narracions, 1897
- Narracions i contes (Ótxerki i rasskazi, Очерки и рассказы), narracions, 3 volums, 1898-1899
- Vint-i-sis homes i una nena (Dvádtsat xest i odnà, Двадцать шесть и одна), narració, 1899
- Fomà Gordéiev (Фома Гордеев), novel·la, 1899
- Tres (Troie, Трое), novel·la, 1900
- El cant del petrell (Pésnia o Burevéstnike, Песня о Буревестнике), poema, 1901
- El cant del falcó (Pésnia o Sókole, Песня о Соколе), narració, 1902
- La mare (Mat, Мать), novel·la, 1907. Traduïda al català.[68]
- Una vida inútil (Jizn nenújnogo txeloveka, Жизнь ненужного человека), novel·la, 1907
- Una confessió (Íspoved, Исповедь), novel·la, 1908
- La vila d'Okur (Gorodok Okúrov, Городок Окуров), novel·la, 1908
- La vida de Matvei Kojemiakin (Jizn Matveia Kojemiàkina, Жизнь Матвея Кожемякина), novel·la, 1910
- Contes d'Itàlia (Skazki ob Itàlii, Сказки об Италии), narracions, 1911-1913
- La meva infantesa (Detstvo, Детство), autobiografia, 1a part, 1913-1914. Traduïda al català.
- Caminant pel món (V liúdiakh, В людях), autobiografia, 2a part, 1916. Traduïda al català.
- Xaliapin (Шаляпин), article publicat a Lětopis, 1917[c][69]
- Pensaments intempestius: Notes sobre la revolució i la cultura (Nesvoievrémennie misli: Zametki o revoliútsii i kulture, Несвоевременные мысли: Заметки о революции и культуре), articles, 1918
- Els meus records de Lev Nikolàievitx Tolstoi (Vospominània o Lve Nikolàievitxe Tolstom, Воспоминания о Льве Николаевиче Толстом), memòries, 1919
- Les meves universitats (Moí universiteti, Мои университеты), autobiografia, 3a part, 1923. Traduïda al català.
- Per Rússia (Po Russí, По Руси), narracions, 1923
- La casa Artamónov (Delo Artamónovikh, Дело Артамоновых), novel·la, 1925
- La vida de Klim Samguín (Jizn Klima Samguina, Жизнь Клима Самгина), novel·la, 4 volums, 1925-1936
- Lenin, el pagès rus (V.I. Lenin, В.И. Ленин), memòries, 1924-1931. Traduïda al català.
- El canal Stalin entre el mar Blanc i el Bàltic: Història de la construcció (Belomorsko-Baltiski kanal ímeni Stàlina: Istória stroítelstva, Беломорско-Балтийский канал имени Сталина: История строительства), cap d'edició, 1934

### Teatre
- Els menestrals (Mesxane, Мещане), 1901. Traduïda al català.
- Els baixos fons (Na dne, На дне), 1902. Traduïda al català.
- Els estiuejants (Dàtxniki, Дачники), 1904. Traduïda al català.
- Els fills del sol (Deti solntsa, Дети солнца), 1905. Traduïda al català.
- Els bàrbars (Vàrvari, Варвары), 1905
- Els enemics (Vraguí, Враги), 1906
- Els últims (Poslédine, Последние), 1908
- La recepció (Vstretxa, Встреча), 1910
- Els excèntrics (Txudakí, Чудаки), 1910
- Vassa Jeleznova (Васса Железнова), 1910
- Els Zíkov (Zíkovi, Зыковы), 1913
- La falsa moneda (Falxívaia moneta, Фальшивая монета), 1913
- El vell (Starik, Старик), 1915, 1922, 1924
- Slovotiókov el pencaire (Rabotiaga Slovotiókov, Работяга Словотёков), 1920
- Sómov i els altres (Sómov i druguie, Сомов и другие), 1930
- Iegor Bulitxov i els altres (Iegor Bulitxov i druguie, Егор Булычов и другие), 1932
- Dostigàiev i els altres (Dostigàiev i druguie, Достигаев и другие), 1933